# Édouard Richard (peintre)
Pour les articles homonymes, voir Édouard Richard et Edouard Richard.
Édouard Richard est un peintre Français né le 16 novembre 1883 à Saint-Quentin et mort le 13 novembre 1955 dans la même ville.

## Biographie
Édouard Richard appartient au courant Postimpressionniste. Il est surtout connu pour ces paysages, ses bords de mer et ses scènes de marché. Il a régulièrement posé son chevalet en Bretagne et en Normandie. Son atelier se situait à Colombes au 188 rue des Aubépines.
Il a étudié avec Pierre Louis Emmanuel Croizé (qui fut professeur de Henri Matisse à Saint Quentin) et Jules Alex Patrouillard Degrave. En 1928 il est devenu membre de la Société des artistes français,.

## Expositions
Principales expositions :
- Paris, Salon des Indépendants
- Paris, Salon de la Société des artistes français (Année 1928, no 1687)
- Paris, Salon de la Société des artistes français (Probablement en 1931)
- Paris, Salon d'hiver (Année 1932)
- Saint-Quentin, Palais de Fervaques 'Exposition de la Société des amis des arts de Saint-Quentin et de l'Aisne' (14 avril - 6 mai 1934, no 744)

## Musée
Deux de ses œuvres sont conservées au Musée Antoine Lécuyer à Saint Quentin. 
- La Côte sauvage. Camaret, la fin du jour
- La Place de l'Hôtel de Ville de Saint-Quentin en 1952

Ces deux tableaux ont été acquis en 1980. 
Ils ont appartenu à la collection de l'artiste, Édouard Richard puis à la collection privée Louise Rigaut.

## Œuvres
Sélection, :
- Un matin à Concarneau 1905
- La rue du Chat 1924
- Un dimanche matin a Audierne 1924
- La Roseraie de Bagatelle 1925
- Maison Normande du 16e siècle à Etretat
- Paris Rue de Venise 1930
- Les marins sur les quais à Audierne 1930
- Paris Rue de Venise 1930
- La place du Bourg à Camaret
- Marché à Audierne
- Marché à Pont Croix
- Venise, Le pont des soupirs
- Quimperlé
- Voile rouge a Concarneau
- Le pardon de Sainte Anne la Palud
- Retour de pêche au Cap Sizun
- Jour de marché à Quimperlé
- Vieux coins à Amiens
- Jour de pluie, Place St Corentin, marché à Quimper
- La côte sauvage. Camaret, la fin du jour[7]
- La place de l´hôtel de Ville de St Quentin 1952[7]

## Galerie

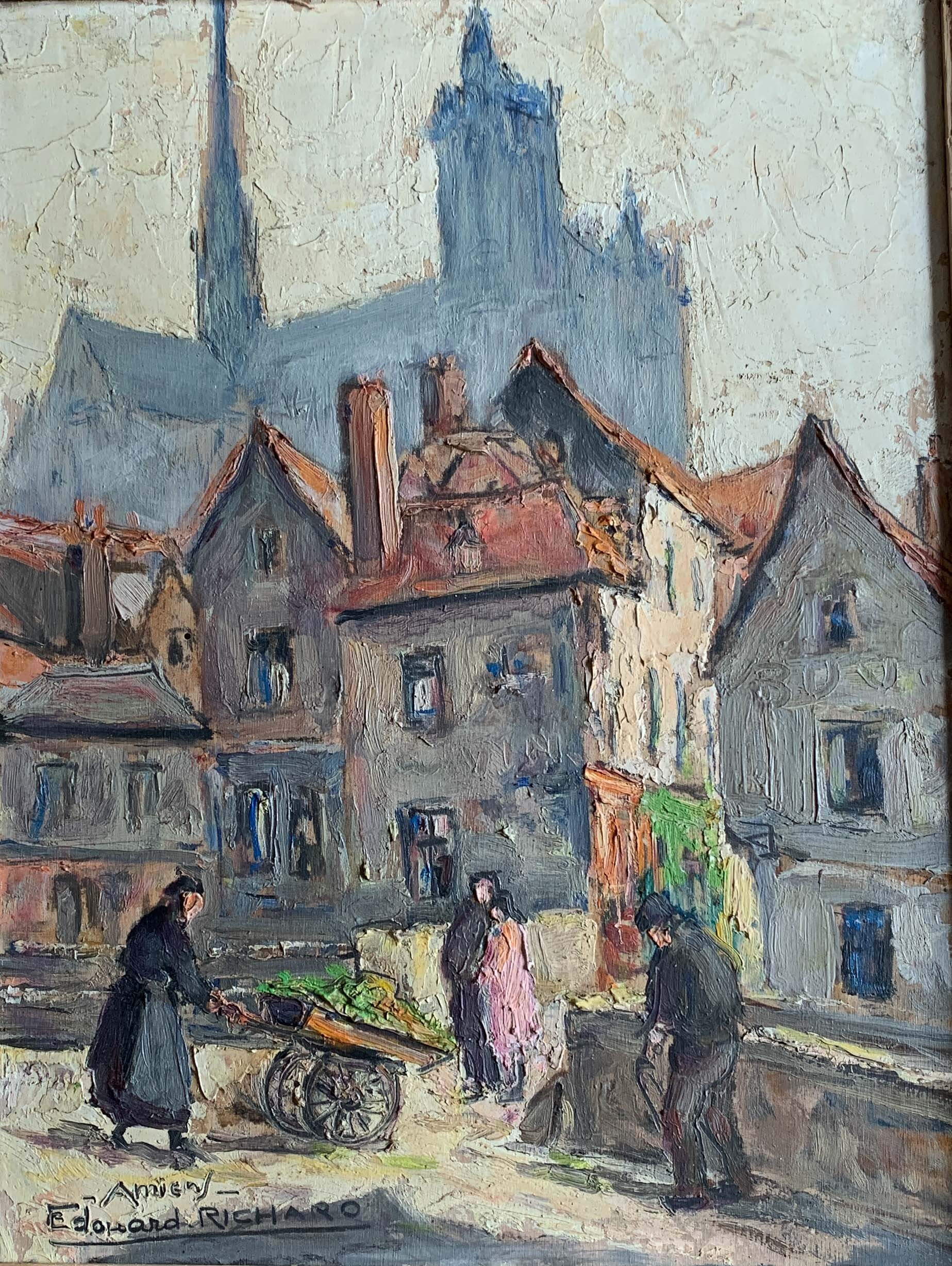
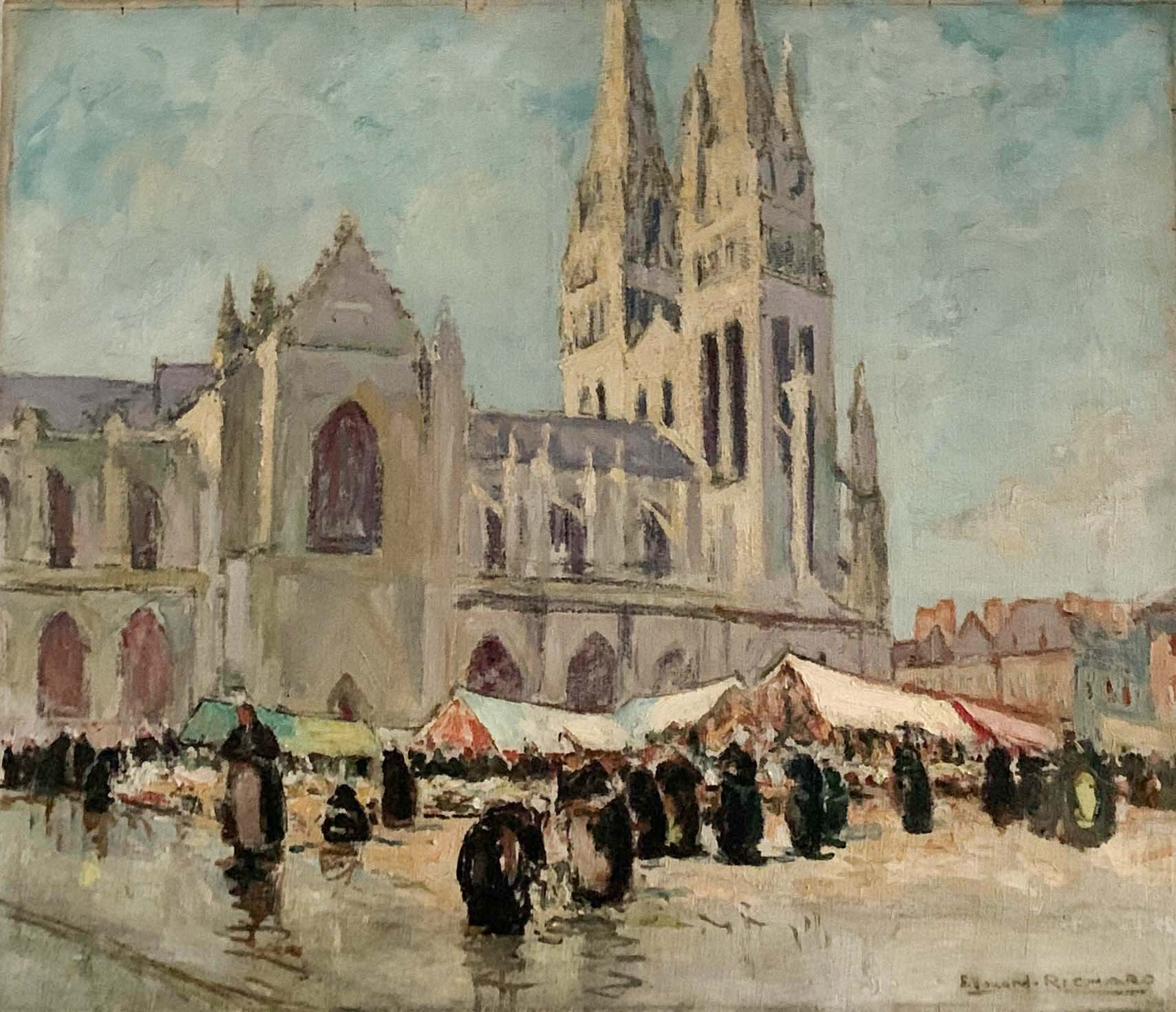
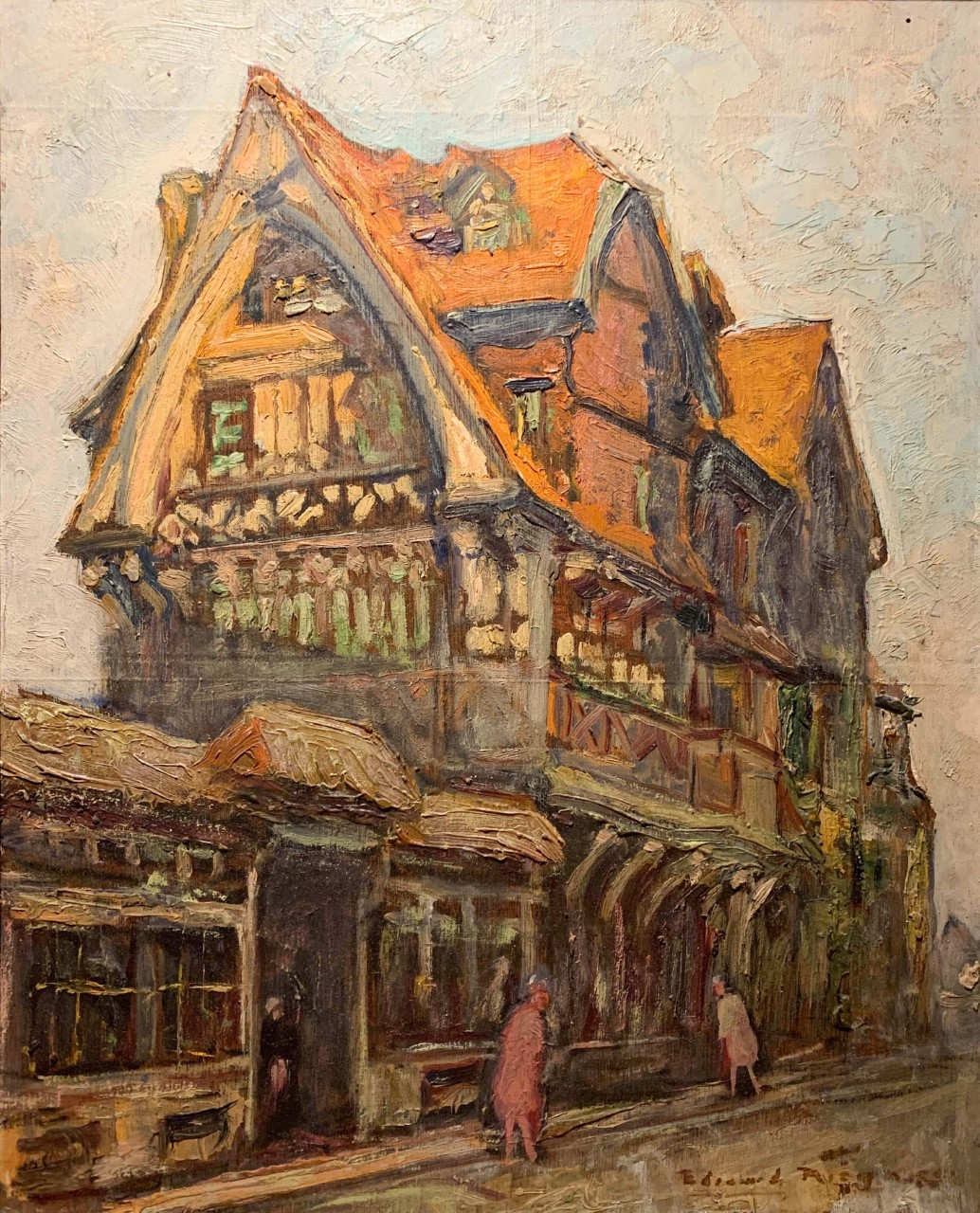
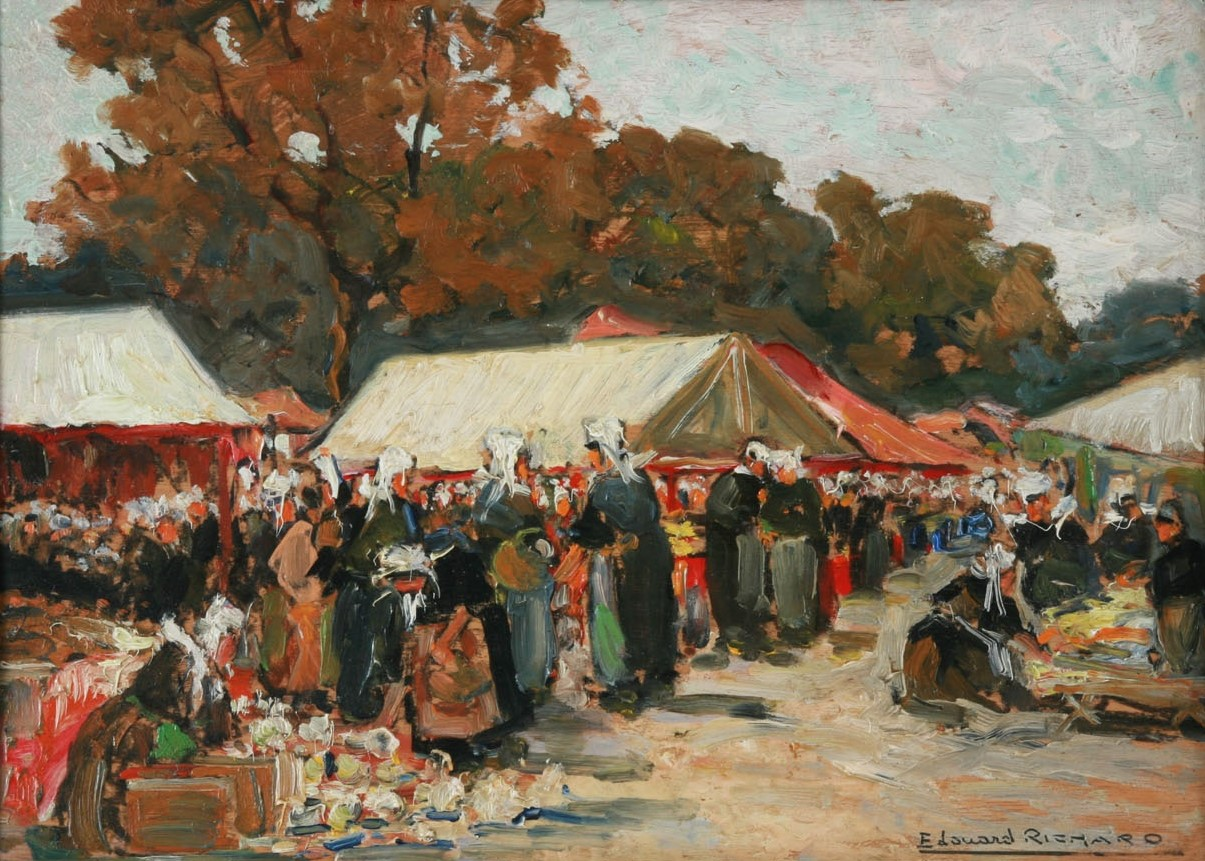
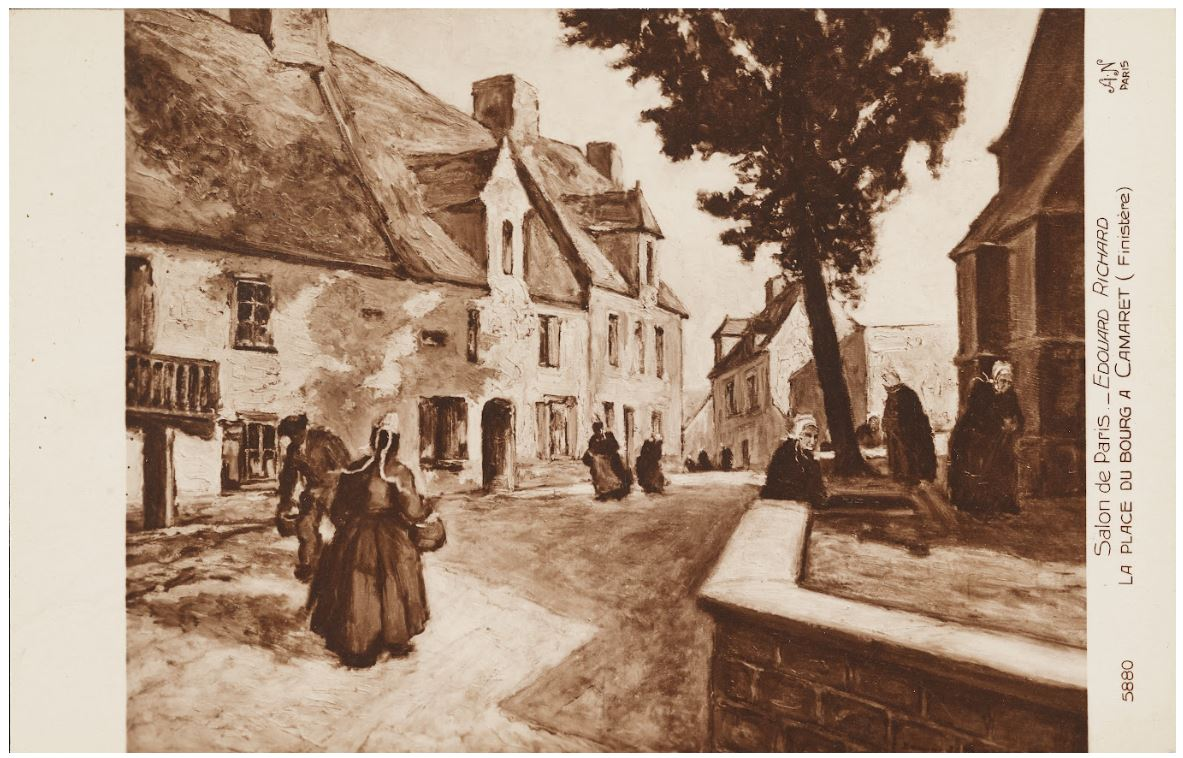

- Fichier:Vieux_coins_à_Amiens.jpg
- Fichier:Jour_de_pluie_Place_St_Corentin_Marché_à_Quimper.jpg
- Fichier:Maison_16ème_siècle_à_Etretat.jpg
- Fichier:Marché_à_Audierne.jpg
- Fichier:Carte_Postale_Camaret_par_Edouard_Richard.jpg[8]